# 達爾維尼
達爾維尼（英文：Dalwhinnie （ /dælˈhwɪni/ dal-WHIN-ee ；蘇格蘭蓋爾語： Dail Chuinnidh “聚会场所”）是蘇格蘭高地的一个村庄， 位于特魯姆河谷（Glen Truim）的头部，埃爾赫特湖的东北端， 凱恩戈母山國家公園的西缘。

## 地理位置
達爾維尼海拔351公尺（1152英呎），年平均氣溫為6.6°C，是英國最冷的村莊之一，適合冬季步行和登山。
達爾維尼它位于德魯莫克特（Drumochter）以北，位於珀斯到因弗内斯的A9 公路附近，1975年路線升級後該公路繞過村外。達爾維尼南距爱丁堡和格拉斯哥約120公里（75英里），北距阿维莫尔40公里（25英里），牛顿莫尔21公里（13英里），金古西27公里（17英里）。 珀斯到因弗内斯的高地主線鐵路在達爾維尼設站。

## 旅遊
本地區是特鲁姆河沿岸，以及凱爾哥姆山国家公园的凯恩戈姆山和莫纳德利亚斯山（Monadhliath）等健行路線的目的地。 
從格拉斯哥到因弗内斯的国家自行车道 7 号也經過達爾維尼。本地區還有几条自行车道，其中一条沿着埃里希特湖。

## 酒厂
帝亚吉欧在此設有酿酒厂，也是苏格兰海拔最高的仍在工作中的酿酒厂。達爾維尼單一純麥威士忌（Dalwhinnie Single Malt）是一种清淡的石楠花味威士忌。 

## 气候
達爾維尼地處亚极地海洋气候，非常接近溫帶大陸性濕潤气候，又受到海洋气候的强烈影响，这种气候在英国城镇中非常罕见。
天空經常陰雲密布，氣溫偏低且降雨，年日照平均只有 1,032 小時，是英國最低的之一。
達爾維尼保有英国 6 月、9 月和 10 月的低温记录。 还保持着苏格兰四月白天高温最低紀錄：−1.0 °C（30.2 °F）（於1975 年測得），以及英国 10 月的最低气温：−11.7 °C（10.9 °F） 。 
在 1951-1980 年观测期间，平均气温为6.3 °C（43.3 °F）,使達爾維尼成为不列颠群岛最寒冷的居住地之一。
於1981-2010年，達爾維尼是英国海拔500米以下最冷的地方，平均气温为6.6 °C（43.9 °F）。 
近年来的最低温度为2010年1月的−15.8 °C（3.6 °F）和2010年12月的−16.1 °C（3.0 °F）。冬季累積降雪量經常超过 30 厘米。